# Bentla D’Coth
Bentla D’Coth (1972–) indiai nemzetközi labdarúgó-játékvezető, a Kerala Labdarúgó-szövetség titkárnője.

## Pályafutása
Az AIFF Játékvezető Bizottságának (JB) minősítésével I-League 2nd Division, majd az I-League játékvezetője. A nemzeti női labdarúgó bajnokságban kiemelkedően foglalkoztatott bíró. A nemzeti játékvezetéstől 2010-ben visszavonult.
Az Indiai labdarúgó-szövetség JB terjesztette fel nemzetközi játékvezetőnek, a Nemzetközi Labdarúgó-szövetség (FIFA) 2001-től tartja nyilván női bírói keretében. A FIFA JB központi nyelvei közül az angolt beszéli. Az első indiai nő, aki nemzetközi labdarúgó tornákon tevékenykedhetett. Az Ázsiai Labdarúgó-szövetség (AFC) JB besorolása szerint az elit kategóriás bíró. Több nemzetek közötti válogatott (Női labdarúgó-világbajnokság, Olimpiai játékok, Algarve-kupa, Női Ázsia-kupa), valamint  2001–2010 között játékvezetőként részt vett az Ázsia Kupa, Ázsiai Játékok, Délkelet-Ázsia Játékok és EAFF labdarúgó bajnokságokon. A  nemzetközi játékvezetéstől 2010-ben búcsúzott.
A 2006-os U20-as női labdarúgó-világbajnokságon, valamint a 2008-as U20-as női labdarúgó-világbajnokságon a FIFA JB bíróként vette igénybe szolgálatát.
| Időpont             | Helyszín                           | Mérkőzés típusa              | Mérkőzés                                  | Eredmény | Nézők száma |
| ------------------- | ---------------------------------- | ---------------------------- | ----------------------------------------- | -------- | ----------- |
| 2006. augusztus 17. | Podmoskovie Stadion, Щёлково       | csoportmérkőzés (B. csoport) | Nigéria–Kanada                            | 3 – 2    | 800         |
| 2006. augusztus 24. | Petrovszkij Stadion, Szentpétervár | csoportmérkőzés (D. csoport) | Argentína–Kongói Demokratikus Köztársaság | 4 – 0    | 450         |
| 2008. november 23.  | Városi Stadion, La Florida         | csoportmérkőzés (C. csoport) | Németország–Japán                         | 1 – 2    | 800         |

A 2006-os női Ázsia-kupa, a 2008-as női Ázsia-kupa, valamint a 2010-es női Ázsia-kupa labdarúgó-tornán az AFC JB hivatalnokként vette igénybe. 
| Időpont          | Helyszín                             | Mérkőzés típusa              | Mérkőzés                                                              | Eredmény | Nézők száma |
| ---------------- | ------------------------------------ | ---------------------------- | --------------------------------------------------------------------- | -------- | ----------- |
| 2006. július 16. | Hindmarsh Stadion, Adelaide          | csoportmérkőzés (B. csoport) | Ausztrália–Dél-Korea                                                  | 4 – 0    | 3000        |
| 2006. július 20. | Hindmarsh Stadion, Adelaide          | csoportmérkőzés (B. csoport) | Észak Korea–Mianmar                                                   | 3 – 0    | 150         |
| 2008. május 29.  | Thống Nhất Stadion, Ho Si Minh-város | csoportmérkőzés (B. csoport) | Japán–Dél-koreai női labdarúgó-válogatott                             | 1 – 3    | 600         |
| 2008. május 31.  | Thống Nhất Stadion, Ho Si Minh-város | csoportmérkőzés (B. csoport) | Dél-koreai női labdarúgó-válogatott–Ausztrál női labdarúgó-válogatott | 0 – 2    | 300         |
| 2008. június 6.  | Thống Nhất Stadion, Ho Si Minh-város | egyik elődöntő               | Japán női labdarúgó-válogatott–Kína                                   | 1 – 3    | 1000        |
| 2010. május 20.  | Chengdu Sports Centre, Csengtu       | csoportmérkőzés (A. csoport) | Észak-koreai női labdarúgó-válogatott–Thaiföld                        | 3 – 0    | 260         |
| 2010. május 22.  | Chengdu Sports Centre, Csengtu       | csoportmérkőzés (A. csoport) | Thaiföldi női labdarúgó-válogatott–Japán női labdarúgó-válogatott     | 0 – 4    | 550         |

A 2004. évi nyári olimpiai játékok női labdarúgó tornáján a FIFA JB bírói szolgálatra alkalmazta.
| Időpont             | Helyszín                         | Mérkőzés típusa              | Mérkőzés                                      | Eredmény | Nézők száma |
| ------------------- | -------------------------------- | ---------------------------- | --------------------------------------------- | -------- | ----------- |
| 2004. augusztus 14. | Pankritio Stadion, Nantes        | csoportmérkőzés (G. csoport) | Görögország–Ausztrál női labdarúgó-válogatott | 0 – 1    | 8854        |
| 2004. augusztus 20. | Pampeloponnisiako Stadion, Pátra | egyik negyeddöntő            | Németország–Nigéria                           | 2 – 1    | 2531        |

A 2006-os Algarve-kupa labdarúgó-tornán a FIFA JB bíróként foglalkoztatta. A torna egyben a 2007-es Női labdarúgó-világbajnokság főpróbája volt.
| Időpont           | Helyszín                  | Mérkőzés típusa              | Mérkőzés               | Eredmény | Nézők száma |
| ----------------- | ------------------------- | ---------------------------- | ---------------------- | -------- | ----------- |
| 2006. március 11. | Városi Stadion, Quarteira | csoportmérkőzés (B. csoport) | Egyesült Államok–Dánia | 5 – 0    | 500         |

Aktív pályafutását befejezve a FIFA JB és az AFC JB instruktora, ellenőre lett.